# 食彩の王国
『食彩の王国』（しょくさいのおうこく）は、2003年10月からテレビ朝日で放送されている紀行番組・料理番組。テレビ朝日系列局の一部でも時差ネットを実施しているが、テレビ朝日では東京ガスの単独提供番組として編成されている。

## 概要
主な内容として毎週違う一つの食材を紹介する。ナレーションは薬師丸ひろ子。
関東ローカルだが、かつてはBS朝日でも放送され全国で視聴可能だった（明治との共同提供）。現在、地方では協賛社を差し替え不定期で放送されている。
制作会社はテレビマンユニオンとテレビ朝日映像（ViViA）。テーマソングは綺羅が歌っている。そのオープニングテーマは「沙羅」、エンディングテーマは「悠久の翼」。
2008年4月26日には、番組と連動して書籍「食彩の王国 〜食彩の王国スタッフ・編〜」を扶桑社から発売。過去に放送された52食材を収録。
2013年10月には4週連続で10周年記念スペシャル「シェフの食材物語」（第497回 - 第500回）を放送した。毎週有名料理人が縁のある食材の生産地を訪ね、その食材を活用した料理に挑戦した。
2016年1月9日放送の第611回「新春スペシャル〜薬師丸ひろ子が行く“もてなし宿”の食材物語〜」では、薬師丸はナレーションだけでなく、初めて地方ロケに参加し、能登を訪れた。
2017年3月18日のスペシャル「薬師丸ひろ子が行く『もてなし宿の食材物語』」では、薬師丸が小豆島の食材の生産現場を訪れ、それらの厳選された食材を使用した温泉宿の主人が作る和風創作料理のもてなしを受けた。
2023年10月28日の第1000回スペシャル『もてなし宿の食材物語』では、前編後編の２週連続番組として薬師丸が京都 伊根町にある舟屋をリフォームした夫婦で営む宿を訪問。地元の新鮮な魚介類を使った料理や地酒のもてなし受け、地産地消の大切さを語った。なお、宿の前の海で釣りに挑戦した薬師丸が1投目でアオリイカを釣りあげた。

### 放送時間の変遷
| 期間    | 期間    | 放送時間（日本時間）         |
| ------- | ------- | ---------------------------- |
| 2003.10 | 2006.03 | 土曜日 09:55 - 10:20（25分） |
| 2006.04 | 2010.03 | 土曜日 10:55 - 11:20（25分） |
| 2010.04 | 現在    | 土曜日 09:30 - 09:55（25分） |

## スタッフ
- テーマ曲：綺羅
- タイトル画：本山賢司
- タイトル映像：守屋健太郎
- 撮影：橋本明、根本聡、篠崎順一、林雅彦、新井一郎、赤星英博、成毛紳、山本悦史、岡本亮、笠井知彰、武田圭介、土井崇（週替り）
- VE：國立遥輝（週替り）〔ViViA制作回のみ〕
- 技術：小崎秀治、樫山典寿、稲見勝、佐久間敏美、田中徹雄（週替り）〔テレビマンユニオン制作回のみ〕
- オンライン編集：永谷喜美雄（以前は、EED）〔TSP・ViViA制作回のみ〕
- 編集技術：小部昌史（毎週）、森泉洋平、高杉彩美、水津太盛、片田真（週替り）〔IMAGICA・テレビマンユニオン制作回のみ〕
- 選曲：大島亮〔ViViA制作回のみ〕
- 音響効果：山﨑恵美〔テレビマンユニオン制作回のみ〕
- MA：堀博勝〔ViViA制作回のみ〕、田口修嗣〔テレビマンユニオン制作回のみ〕
- リサーチ：北口由子
- 協力：テレビ朝日ミュージック
- 企画協力：ビデオプロモーション
- AD：伊藤祥太郎、小川優希〔ViViA制作回のみ〕、藤原綾子、金志修〔テレビマンユニオン制作回のみ〕
- デスク：中門亜依
- ディレクター：伊藤浩子、島越翔平、中村朱里、木村麻衣子、北條薫（週替り）〔テレビマンユニオン制作回のみ〕、吉井みどり、古屋徹、関駿〔ViViA制作回のみ〕
- プロデューサー：太田伸（テレビ朝日）、土橋正道（テレビマンユニオン）、高橋司（ViViA）
- 制作：テレビ朝日、ViViA、テレビマンユニオン

### 過去のスタッフ
- 構成：日野原幼紀
- 撮影：西山卓樹
- VE：大森秀紀
- 選曲：北条玄隆
- MA：前澤義弘
- デスク：廣井暁子、上野山友可里
- AD：高澤英子・蔵本千枝、今井博亮、鬼久保亮、吉田有希、栗原梢
- ディレクター：細村舞衣、鴨井満、畠中慶太郎
- プロデューサー：安田裕史（テレビ朝日）、紫藤泰之（テレビ朝日）、高階秀之（テレビ朝日）、加納満、佐々木豊（ViViA）、鈴木朗（ViViA）

## 放送局
- 本来は25分枠の番組であり、30分枠を与えられている地域では、CM時間を増やして対応。
- 地上波でのネット局では、放送の曜日・時間帯やスポンサーがテレビ朝日（関東ローカル放送）と異なり、スポンサーを付けずに放送されることもある。

| 放送対象地域 | 放送局            | 系列                          | 放送日時           | 遅れ       | 備考     |
| ------------ | ----------------- | ----------------------------- | ------------------ | ---------- | -------- |
| 関東広域圏   | テレビ朝日（EX）  | テレビ朝日系列                | 土曜 9:30 - 9:55   | 制作局     | [ 注 2 ] |
| 福島県       | 福島放送（KFB）   | テレビ朝日系列                | 土曜 9:30 - 9:55   | 同時ネット | [ 5 ]    |
| 山形県       | 山形テレビ（YTS） | テレビ朝日系列                | 土曜 11:00 - 11:25 | 遅れネット | [ 注 3 ] |
| 高知県       | 高知放送（RKC）   | 日本テレビ系列                | 土曜 9:30 - 9:56   | 遅れネット |          |
| 福井県       | 福井放送（FBC）   | 日本テレビ系列 テレビ朝日系列 | 水曜 10:25 - 10:50 | 遅れネット |          |

### 過去の放送局
- 朝日放送テレビ（ABC TV）[注 4][注 5]
- 広島ホームテレビ（HOME）
- 長崎文化放送（ncc）
- 名古屋テレビ（メ～テレ/NBN）[注 6]
- 北陸朝日放送（HAB）[注 7]
- 山口朝日放送（yab）
- 北日本放送（KNB、日本テレビ系列）[注 8]
- BS朝日[注 9]
- 岩手朝日テレビ[注 10]

## 書籍
- 食彩の王国スタッフ 編『食彩の王国』扶桑社、2008年4月26日。ISBN 978-4-594-05611-7。